# 康来仪
康来仪（1936年9月17日—2019年10月5日），浙江奉化人，中国流行病学专家、上海市疾病预防控制中心终身教授，1998年首例血友病感染艾滋病发现者。

## 生平
1936年9月17日出生于浙江奉化。1957年毕业于上海第一医学院。1957年9月至1962年7月在上海市医学专科学校任教。1962年8月调入上海市卫生防疫站工作。1984年6月考取中加文化协定奖学金，赴加拿大多伦多大学高级流行病学医师进修班深造。1986年12月回国，历任上海市卫生防疫站防疫科主任、流行病学研究室主任等职务。
先后獲得全国卫生系统先进工作者、全国抗击非典“先进科技工作者”、“上海市医学荣誉奖”等称号。1991年开始享受国务院政府特殊津贴。2019年10月5日在上海去世。